# Ciecirada
Ciecirada – staropolskie imię żeńskie złożone z członów Ciecie- („ciotka”) i -rada („być zadowoloną, chętną, cieszyć się”). Mogło zatem oznaczać „ta, która jest życzliwie nastawiona do cioci”.
Męski odpowiednik: Ciecierad, Ciecirad, Cieciered, Cieciurad, Ciećrad.